# Нункё, Дани
Дани́ Аши́лль Нункё́ Чункё́ (фр. Dany Achille Nounkeu Tchounkeu; 11 апреля 1986, Яунде, Камерун) — камерунский футболист, игравший на позиции защитника. Выступал за национальную сборную Камеруна.
Во взрослом футболе дебютировал в 2005 году выступлениям за вторую команду французского «Меца», в котором провел один сезон, приняв участие в 13 матчах чемпионата. Впоследствии с 2006 по 2010 год продолжал играть во Франции за «Амневилль», «По» и «Тулузу». В 2010 году перебрался в Турцию, став игроком «Газиантепспора».
Своей игрой за команду привлек внимание представителей тренерского штаба «Галатасарая», к составу которого присоединился в 2012 году на условиях 4-летнего контракта. Сыграл за эту стамбульскую команду следующие полтора сезона, после чего в начале 2014 года был отдан в аренду в «Бешикташ».
В 2010 году дебютировал в официальных матчах в составе национальной сборной Камеруна. За главную команды страны сыграл 12 матчей.
2 июня 2014 года главный тренер сборной Камеруна Фолькер Финке включил Нункё в заявку команды для участия в финальной части чемпионата мира 2014 в Бразилии.